# Pseudohydromys ellermani
Pseudohydromys ellermani és una espècie de mamífer rosegador de la família dels múrids. És endèmic de Nova Guinea (Indonèsia i Papua Nova Guinea), on viu a altituds d'entre 1.200 i 3.000 msnm. El seu hàbitat natural són els boscos molsosos montans. És una espècie en risc mínim, és a dir, no sembla que hi hagi cap amenaça significativa per a la seva supervivència. L'espècie fou anomenada en honor de l'empresari i naturalista britànic John Reeves Ellerman.